# Pétrel de Magenta
Pterodroma magentae
Espèce
Statut de conservation UICN

 CR A2ce : 
En danger critique
Le Pétrel de Magenta (Pterodroma magentae) est une petite espèce d'oiseau de mer appartenant à la famille des Procellariidae.

## Découverte
Le premier spécimen de pétrel de Magenta a été collecté sur le vaisseau italien, le Magenta, le 22 juillet 1867 dans le Sud de l'océan Pacifique, à mi-chemin entre la Nouvelle-Zélande et l'Amérique du Sud. Le lien le reliant avec une espèce présumée éteinte, le taiko de l'île Chatham, n'a été seulement confirmé que lorsque le premier pétrel de Magenta a été capturé sur l'île Chatham par David Crockett le 1er janvier 1978.

## Répartition
Anciennement réparti sur toute l'île Chatham, ce pétrel est aujourd'hui confiné dans les vallées forestières du Sud-Ouest de l'île.

## Description
Ce pétrel de taille moyenne a le dos et les ailes brun-gris, le revers des ailes est brun et le ventre blanc. Son bec est noir et ses pattes roses. Les adultes pèsent entre 400 et 600 g, le nid est au fond d'un terrier de 1 à 3 m dans la forêt dense.

## Population et conservation
Cette espèce est classée en danger critique d'extinction à cause du déclin de ses populations, estimé à 80 % durant les 60 dernières années et au fait que son aire de répartition se limite à une très petite zone. La population actuelle est estimée entre 100 et 150 individus. Durant la saison 2005 de reproduction, 13 couples reproducteurs ont réussi à élever avec succès 11 petits. Ce pétrel est souvent cité comme le plus rare des oiseaux de mer.
La principale menace pesant sur l'espèce est l'introduction de mammifères prédateurs, principalement des rats et des chats.
Un plan de conservation est en place : il consiste à déplacer les petits dans une aire à l'abri des prédateurs (le Sweetwater Secure Breeding Site). Des études sur d'autres pétrels comme le puffin des Anglais, l'albatros hurleur et le puffin cendré ont montré que les oiseaux retournent sur le site où ils ont été élevés. En 2007, huit petits ont été transplantés avec succès et élevés sur le site de nidification.